# Jo Portman
Joanna "Jo" Portman es un personaje ficticio de la serie británica de espías Spooks, interpretada por la actriz Miranda Raison. Jo es el personaje más empático del equipo y se une al grupo en donde se encarga de luchar en contra del terrorismo.

## Antecedentes
Jo era una periodista, quien después de haberles salvado la vida a Ruth Evershed, Zafar Younis y al periodista Clive McTaggart, Adam Carter impresionado por sus habilidades para ayudar a resolver el caso, le ofrece un puesto en el MI5, el cual ella acepta.

## Cuarta&Quinta Temporadas
Jo se une al equipo en el 5.º episodio de la 4.ª temporada después de haberles salvado la vida a Ruth Evershed, Zafar Younis y al periodista Clive McTaggart, sus habilidades y capacidades impresionan Adam el cual le ofrece un puesto en el equipo y ella acepta.
A lo largo de las temporadas 4 y 5 se muestra una relación y coqueteo con otro miembro del MI5 el agente Zafar Younis, él le ofrece un cuarto en su casa, pero no se sabe si lo acepta, ya que le dice que tiene problemas para mantener secretos cuando está borracha, también conocemos que su madre está enferma.
Una de sus primeras operaciones fue a lado de la esposa de Adam, Fiona Carter, ambas van encubierto para distraer la atención, así que durante un almuerzo de negocios con Barzali y su acompañante quienes quieren hablar con el MI5, el equipo pone drogas en su comida, ocasionando que se derrumbe y así tener la oportunidad de hablar a solas con él; pero luego de salir del hospital es asesinado, por dos hombres que esperaban por él.
Fiona recibe una llamada de invitación, Jo insiste en ir con ella pero Fiona se niega, y cuando entra a la habitación las cosas salen mal y es apuntada con una pistola y secuestrada por su exmarido Farook Sukkareih, Jo inmediatamente detecta que algo está mal y se pone en contacto con el MI5.
Mientras Fiona es retenida contra su voluntad lograr escaparse fingiendo que está agonizando luego de haberse cortado las muñecas; Farook se acerca y ella le clava un trozo de vidrio, justo en el momento en que Adam llega, Fiona corre hacia él, pero Farook le dispara y muere en los brazos de Adam. 
Jo tenía una buena amistad con Fiona.

## Sexta temporada
Durante el episodio 8 su compañera Ros Myers es acusada de traición por el equipo, luego de haber sido descubierta platicando con Ana Beauchay por Kaplan quien le cuenta todo a Jo, sin embargo Ros se entrega y después de ser interrogada por Harry Pearce se convierte en una doble agente para el MI5 en compensación, sin embargo es capturada por la Yalta liderada por Juliet Shaw quien resulta ser el Jefe del grupo y la que le inyecta el veneno a Ros mientras que Harry atado observa todo; pronto un grupo de oficiales junto con Jo llegan al lugar y encuentran a Ros muerta. En su funeral Jo se encuentra triste y devastada por la muerte de su amiga sin embargo se da cuenta de que Ros está viva y sonríe.
Al final de la temporada, Adam Carter y Jo son capturados por los Redbacks un grupo de mercenarios que se encargan de torturar a agentes, Jo le suplica a Adam mientras están encarcelados que prefiere que la mate antes de que ser torturada.
Al final del episodio las Fuerzas Especiales toman por asalto la casa donde se encuentran, exactamente cuando el grupo se está preparando para llevar a cabo la tortura y se muestra a Adam sentado contra la pared con Jo acostada en su regazo aparentemente muerta.

## Séptima temporada
En el primer episodio de la temporada 7 se revela que Adam no pudo matarla y que ella sólo se estaba haciendo a la muerta. Sin embargo, ella queda traumatizada por los recuerdos y pide un permiso de ausencia, aunque al final del primer episodio se reincorpora al grupo y a la sección D.
Después de su reincorporación al MI5, Jo encuentra difícil reajustar de nuevo a sus funciones. En particular, su atención se ve afectada ya que en las operaciones cree ver a uno de sus captores ocasionando que se distraiga, aunque él ya este muerto.
Después de que Lucas North, se da cuenta de que está teniendo problemas, le dice que hable con alguien. Ros habla con ella y le recuerda lo difícil que es para una mujer participar en esta área de trabajo, mientras la plática se profundiza Ros descubre que Jo no solo fue torturada, sino que también fue violada.
Después de la plática Jo se siente más integrada y preparada para continuar con las tareas y como siempre sigue siendo una dedicada miembro del equipo, comprometido al MI5, sus colegas y amigos.
Luego de enterarse de la muerte de su colega Ben Kaplan a manos de Connie James, Jo se encuentra consternada y luego de expresar su molestia por las acciones de Connie le pide a Harry la oportunidad de ser ella quien le diga a la familia de Ben la noticia de su muerte.

## Octava temporada
Jo es una pieza importante en el regreso de Ruth al grupo. Jo le dice a Ruth que debería hablar con Harry. Esto parece funcionar y luego Harry le agradece y en forma de broma le dice que la va a deportar su se vuelve a involucrar en su vida de nuevo.
Más tarde un pequeño grupo de terroristas toman como rehenes a un grupo de millonarios industriales y comienzan una serie de "pruebas", las cuales transmiten en vivo vía internet y muestran una serie de delitos cometidos por los empresarios. Después del primer juzgado es ejecutado, ambos gobiernos de Estados Unidos y Gran Bretaña planean un ataque contra los terroristas, lo que significaría la muerte para todos los atrapados, incluso para los rehenes.
Con Ros también tomada como rehén y sin contacto con Harry o el resto del equipo, Harry envía a Jo para reunirse con el grupo de los terroristas en un intento para ponerlos en contra de su líder y ponerle fin a la situación.
A primera vista parece que Jo tiene éxito en sus intentos, poniendo a muchos del grupo en contra de otros. Sin embargo el líder de la célula llega a un detonador que puede causar un explosión letal pero Jo logra detenerlo impidiéndole la detonación, sin embargo queda atrapada en una torpe retención con los terroristas y un tiro fatal es la única manera de llevar la situación a su fin.
Al darse cuenta de que la bala tendrá que pasar a través de ella para llegar al terrorista, Jo le da la señal a una armada Ros para que ella realice el tiro; Ros mata al terrorista pero lamentablemente también mata a Jo.
Ros se encuentra sacudida y en shock después de tener que sacrificar a su amiga y colega. Más tarde Harry informa a una llorosa y triste Ruth sobre la muerte de Jo y esta reacciona mal.